# Entwicklung des fairen Handels im deutschen Sprachraum
Die Entwicklung des fairen Handels im deutschsprachigen Raum ist die Geschichte des fairen Handels hauptsächlich innerhalb der Länder Deutschland, Schweiz und Österreich.

## Anfänge
Ende der 1960er-Jahre schlossen sich Jugendliche aus dem Landkreis Hildesheim zum Ökumenischen Arbeitskreis Entwicklungshilfe (später El Puente) zusammen. Sie beschäftigten sich mit der Nord-Süd-Problematik, sammelten Hilfsgüter und Spenden und begannen mit dem Vertrieb direkt importierter Waren aus Lateinamerika.
Anfang der 1970er Jahre wurden in der Bundesrepublik Deutschland, in Österreich und der Schweiz Tochterunternehmen von der niederländischen Fairhandelsorganisation S.O.S. gegründet. In der Schweiz machten in den siebziger Jahren insbesondere die Bananenfrauen von Frauenfeld und die Organisation Erklärung von Bern auf die Probleme der Weltwirtschaft aufmerksam. Aus den Aktivitäten der Erklärung von Bern entstand die Handels- und Informationsorganisation OS3 Organisation Schweiz 3. Welt (heute: claro fair trade). Im Herbst 1970 wurde die Aktion Dritte Welt Handel (A3WH) durch die Jugendverbände der evangelischen und katholischen Kirche, Arbeitsgemeinschaft der Evangelischen Jugend (aej) und Bund der Deutschen Katholischen Jugend (BDKJ) gegründet. Die A3WH bezieht ihre Waren über die niederländische S.O.S. und informiert über die Probleme der Dritten Welt.

Das neue Logo des größten Fair Handelsunternehmen Europas Gepa – The Fair Trade Company

Immer mehr Dritte-Welt-Gruppen, wie etwa El Puente oder die Aktion Dritte Welt Handel, boten Produkte aus Fairem Handel an; die ersten Dritte-Welt-Läden entstanden auch in Deutschland. Im Juni 1972 wurde El Puente – Verein für Arbeits- und Sozialförderung in Entwicklungsländern e. V. gegründet, aus dem eine der größten deutschen Importorganisationen werden sollte. 1973 wurde als deutsche Tochterfirma der Stiftung S.O.S. der Verein Gesellschaft für Handel mit der Dritten Welt gegründet, der Vorläufer der Gepa – The Fair Trade Company (bis Februar 2007 noch gepa Fair Handelshaus). 1975 wurde in Frankfurt am Main die Arbeitsgemeinschaft Dritte-Welt-Läden (AG3WL) ins Leben gerufen. In diesem Jahr gab es zehn Weltläden in der Bundesrepublik Deutschland. 1978 fand in Hamburg die Eröffnungsveranstaltung zur Aktion Jute statt Plastik statt. Zu dieser Zeit gab es in Deutschland bereits hundert Weltläden. Ende der 1970er Jahre wurden die Tochterorganisationen in Deutschland, Österreich und der Schweiz selbständig.
Die alternativen Importorganisationen El Puente und Dritte-Welt Partner Ravensburg (heute: WeltPartner eG) (sowie als assoziiertes Mitglied afrassca) versuchten ab 1989 eine Zusammenarbeit, indem sie Produkte der jeweils anderen auch im eigenen Vertrieb anboten. In Deutschland existierten 1990 ca. 300 Weltläden und ca. 3.000 Aktionsgruppen.

## Erste Hälfte der Neunzigerjahre
Im Februar 1991 debattierte man auf der Mitgliederversammlung der AG3WL in Wiesbaden über die GEPA-Pläne zur Handelsausweitung in den Lebensmitteleinzelhandel hinein. Man entschied sich mehrheitlich für eine konstruktive Mitarbeit an der Handelsausweitung. Im Juni stieg die Zahl der bundesdeutschen Weltläden auf über 500 an. Daneben gibt es seither ungefähr 5.000 Aktionsgruppen des Fairen Handels. Durch zehn Organisationen wurde die AG Kleinbauernkaffee e. V. gegründet. Die GEPA ist in der AG beratend tätig. Bei der EFTA wird unter Mitwirkung der GEPA und der claro fair trade ein Gütesiegel für den Fairen Handel vorbereitet.

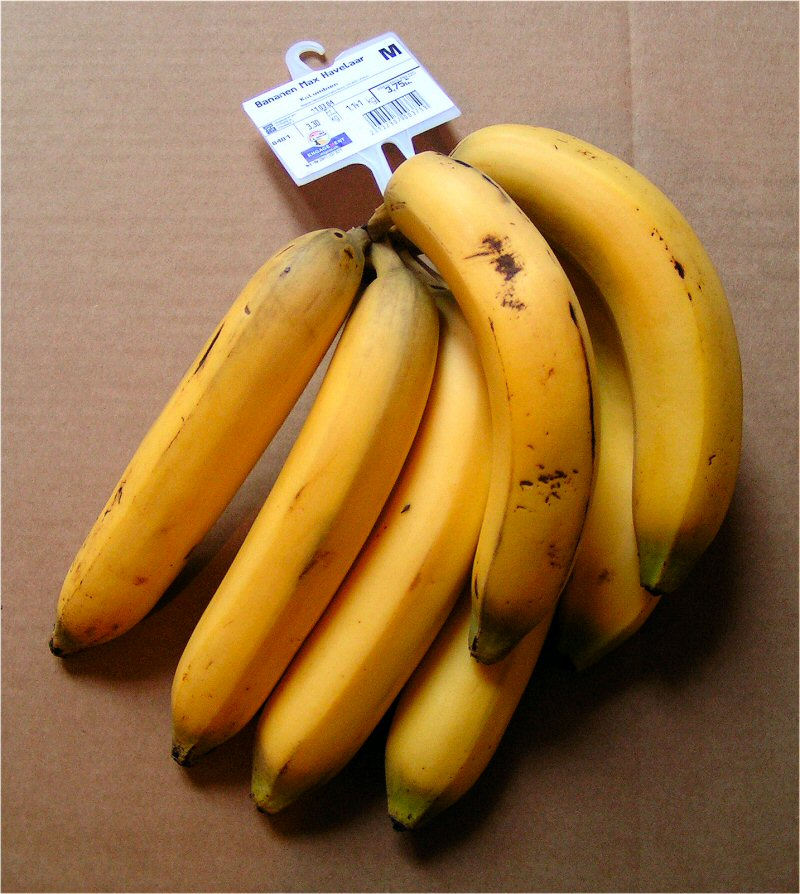
Max-Havelaar-Bananen

Es gibt in der Bundesrepublik Deutschland ca. 650 Weltläden und ca. 6.000 Aktionsgruppen des Fairen Handels. Im Jahr 1992 gründeten Schweizer Hilfswerke die Max Havelaar-Stiftung, die seither fair gehandelte Produkte zertifiziert. Mitte 1992 hatte TransFair bereits 22 Mitgliedsorganisationen. Im Oktober 1993 fand das Forum Banane I statt. Im November desselben Jahres zählte TransFair 30 Mitgliedsorganisationen. Neue Mitglieder waren das Kinderhilfswerk terre des hommes, die Katholische Arbeitnehmer Bewegung (KAB), sowie die Evang. Frauenarbeit in Deutschland e. V. Im gesamten Jahr 1993 wurden 3.600 t Rohkaffee (0,6 % am gesamten Rohkaffeeimport in Deutschland) zu TransFair-Bedingungen importiert. Vom 20. bis 22. Januar 1995 wurde das Forum Banana II bei Hildesheim durchgeführt, die Auftaktveranstaltung der bundesdeutschen Bananenkampagne. Im ersten Jahr der Einführung von Schwarztee zu TransFair-Bedingungen werden 400 Tonnen Tee importiert. Dies bedeutete einen Marktanteil von 2,5 %.
Im November 1992 zerbrach nach fünf Jahren Zusammenarbeit der Solidaritätsring für dezentrale Importstrukturen zwischen El Puente und Dritte-Welt Partner Ravensburg (und afrassca).
Bereits im April und Mai 1993 verkauften rund 20.000 deutsche Geschäfte Kaffee mit dem TransFair-Siegel. Unter dem Slogan Weltläden – ein Stück Welt von morgen startete im Frühjahr 1994 die AG3WL und der rsk eine Profilierungskampagne zugunsten der Weltläden. Im Dezember 1994 wurde der Fair Trade e. V. – Verein zur Förderung von Gerechtigkeit im Welthandel, Wuppertal, gegründet.

## Zweite Hälfte der Neunzigerjahre
Vom 14. bis 16. Juni 1996 wurde in Köln der erste Fair Trade Kongress Zukunft teilen – Gerechter Handel(n) durchgeführt. Am 20. Juni 1996 übten die Arbeitsgemeinschaft Dritte Welt-Läden (AG3WL) und verschiedene Weltläden massive Kritik an den Umstrukturierungsplänen der GEPA. Im September 1996 wurde Honig mit dem Transfair-Siegel eingeführt. Im Oktober 1996 gab die AG3WL, der 130 Weltläden angeschlossen sind, ihre Konvention der Weltläden – Kriterien für den Alternativen Handel heraus. Am 19. Oktober 1996 wurde in Bad Kreuznach das erste Strategieseminar der Kampagne für „Saubere“ Kleidung (Clean-Clothes-Campaign, kurz: CCC) durchgeführt. Die Zahl der Mitarbeiter bei der Importorganisation betrug 13 Voll- und zwei Teilzeitkräfte. Ebenfalls im Oktober 1997 wurde die Konrad-Adenauer-Stiftung e. V. (KAS) Mitglied bei TransFair.
Am 28. Februar 1998 wurde in Köln der erste Förderpreis Jugend kreativ und fairer Handel der aej und des BDKJ verliehen. Im März 1998 wurden die ersten fair gehandelten Fußbälle verkauft. Am 7. März 1998 startete die Kampagne für „Saubere“ Kleidung die Unterschriftenaktion Appell an den Bekleidungshandel. Vom 13. bis 15. März 1998 fand das Forum Banane V in Würzburg statt. Im April 1998 wurden Bananen mit dem Transfair-Siegel eingeführt. Im Mai 1998 hatte Transfair bereits 39 Mitgliedsorganisationen. Vom 10. bis 29. Mai 1998 zog der Global March – Weltweit unterwegs für Kinderrechte auf dem Weg zur ILO-Konferenz in Genf durch Deutschland. Vom 19. bis 21. Juni 1998 wurde in Wuppertal mit 200 Teilnehmern der zweite Fair-Trade-Kongress durchgeführt. Im Sommer 1998 startete die Postkartenaktion Gelbe Karte für adidas! der Kampagne für „Saubere“ Kleidung. Im Juli 1998 feierte die Importorganisation dritte-welt partner Ravensburg ihr zehnjähriges Firmenjubiläum. Am 30. und 31. Oktober 1998 fand in Hattingen das dritte Strategieseminar der Kampagne für „Saubere“ Kleidung statt.
Am 22./23. Januar 1999 fand der bundesweite Aktionstag der Kampagne für „Saubere“ Kleidung statt. An Vertreter der großen Bekleidungs- und Sportartikelkonzerne wurden die Unterschriften mit dem Appell an den Bekleidungshandel überreicht. Am 24. Februar 1999 wurde eine Eilaktion der Kampagne für „Saubere“ Kleidung gestartet. Der Tenor lautete: adidas trotz Zusagen tatenlos. Im Mai 1999 kam Orangensaft mit dem Transfair-Siegel auf den Markt.

## 21. Jahrhundert
Im September 2001 fand in Deutschland bundesweit die erste Faire Woche statt, die federführend von TransFair organisiert wurde. Im Jahr 2001 wurde außerdem die Servicestelle Kommunen in der Einen Welt gegründet, womit erstmals auf der Welt eine Serviceeinrichtung geschaffen wurde, die ein Projekt des Bundes, der Bundesländer und verschiedener weiterer Organisationen darstellte. Ein Aufgabenschwerpunkt ist, den Fairen Handel in den Kommunen (Verwaltung, Politik, Nichtregierungsorganisationen) zu etablieren und zu stärken. Hierzu führte die Servicestelle Kommunen in der Einen Welt im Jahr 2003 den biennalen bundesweiten Wettbewerb Hauptstadt des Fairen Handels ein.
Im September 2003 realisierte ein erweitertes Aktionsbündnis die zweite bundesweite Faire Woche in Deutschland. Im Oktober 2003 startete die Informationskampagne fair feels good.
Die damalige deutsche Bundesregierung förderte den Aufbau des Fairen Handels mit 6,5 Millionen Euro zusätzlich. Die Kampagne lief bis Dezember 2005. Ebenfalls im Oktober 2003 zertifizierte die südafrikanische Organisation Fair Trade in Tourism South Africa (FTTSA) erstmals Tourismus-Unternehmen nach Fair-Handels-Kriterien.
Im März 2004 erreichte die fair gehandelte Banane auf dem Schweizer Markt mit 25 Prozent Marktanteil einen beachtlichen Wert. Der 4. Europäische Weltladentag unter dem Motto Gerechtigkeit jetzt (Themen: Dumping, Rohstoffpreise, Marktzugang) wurde am 8. Mai 2004 begangen, in Deutschland kooperierte dieser durch den Weltladen-Dachverband. Vom 20. bis 26. September 2004 fand die dritte bundesweite Faire Woche unter der Schirmherrschaft ver Bundesministerin für Entwicklungshilfe Heidemarie Wieczorek-Zeul statt.
Im Mai 2005 feierte die Gepa – The Fair Trade Company (damals noch gepa Fair Handelshaus) in Wuppertal ihr dreißigjähriges Bestehen. Vom 19. bis 25. September 2005 fand die vierte Faire Woche statt.
Seit 2009 wird der Titel Fair-Trade-Stadt an Städte verliehen, die sich besonders für den fairen Handel einsetzen, und dies auch durch politische Beschlüsse bekräftigen.
Der Discounter Lidl und TransFair verständigten sich am 30. März 2006 in einem Kooperationsvertrag auf eine Zusammenarbeit beim Verkauf von fair gehandelten Produkten.
2013 lag der Umsatz mit Produkten des Fairen Handels in Deutschland bei 650 Millionen Euro. Das waren 23 Prozent mehr als 2012. Auch 2014 ist er zweistellig gewachsen. Deutschland war damit nach Großbritannien der zweitgrößte Absatzmarkt. 2.800 Fairtrade-Produkte gab es in Bio-Qualität. Damit war der Bio-Anteil 2014 von zwei Drittel auf drei Viertel angestiegen.